# 慢性疲労症候群の診断基準
慢性疲労症候群の診断基準（まんせいひろうしょうこうぐんのしんだんきじゅん）は、慢性疲労症候群の診断基準について解説する。日本における最新のものから順に古いものへと記すが、国際的にはアメリカ合衆国などで複数の診断基準が存在する。

## 慢性疲労症候群(CFS) 臨床診断基準（平成25年3月改訂）
以下のように示されている。
〔前提Ⅰ〕
6か月以上持続ないし再発を繰り返す疲労を、CFS診断に用いた評価期間の50%以上、認める。
病歴、身体所見、臨床検査（別表1-1）を精密かつ正確に行って、慢性疲労をきたす疾患・病態を除外する、または、経過観察する。あるいは、併存疾患として認める。
ア）CFSを除外すべき主な器質的疾患・病態を別表1-2に示す
（しかし、治療などにより病態が改善している場合は経過観察とする。コントロール良好な内分泌・代謝疾患、睡眠障害など疲労の原因とは考えにくい病状が、1年以上にわたり続いた場合は除外しない。がん、主な神経系疾患、双極性障害、統合失調症、精神病性うつ病、薬物乱用・依存症などは5年間とする。）
イ）Ａ．以下に対しては、病状が改善され、慢性疲労との因果関係が明確になるまで、 CFSの診断を保留して経過観察する。
1. 治療薬長期服用者（抗アレルギー薬、降圧薬、睡眠薬など）
2. 肥満（BMI ＞ 40）

Ｂ．下記の疾患については併存疾患として取り扱う
1. 気分障害（双極性障害、精神病性うつ病を除く）、身体表現性障害、不安障害
2. 線維筋痛症、過敏性腸症候群など機能性身体症候群に含まれる病態

〔前提Ⅱ〕
上記の条件を加味しても慢性疲労の原因が不明で、しかも以下の4項目を満たすこと。
1. この全身倦怠感は新しく発症したもので、発症時期がはっきりしている
2. 十分な休養によっても回復しない
3. 現在行っている仕事や生活習慣のせいではない
4. 疲労・倦怠の程度は、PS（performance status：別表1-3）を用いて医師が評価し、3以上（疲労感のため、月に数日は社会生活や仕事が出来ず休んでいる）のものとする

〔前提Ⅲ〕
以下の自覚症状と他覚的所見10項目のうち5項目以上認めること。
1. 労作後疲労感（労作後休んでも24時間以上続く）
2. 筋肉痛
3. 多発性関節痛。腫脹はない
4. 頭痛
5. 咽頭痛
6. 睡眠障害（不眠、過眠、睡眠相遅延）
7. 思考力・集中力低下
8. （以下の他覚的所見（3項目）は、医師が少なくとも1ヶ月以上の間隔をおいて2回認めること）
9. 微熱
10. 頚部リンパ節腫脹（明らかに病的腫脹と考えられる場合）
11. 筋力低下

臨床症候からCFSと診断するための判定条件としては、
1. 前提Ⅰ、Ⅱ、Ⅲ、を満たしたときCFSと診断する。
2. 感染症後の発病が明らかな場合は感染後CFSと診断する。
3. 気分障害（双極性障害、精神病性うつ病を除く）、身体表現性障害、不安障害、線維筋痛症などの併存疾患との関連は以下のように分類する。

Ａ群：併存疾患（病態）をもたないCFS
Ｂ群： 経過中に併存疾患（ 病態） をもつCFS
Ｃ群： 発病と同時に併存疾患（病態）をもつCFS
Ｄ群： 発病前から併存疾患（病態）をもつCFS
（4）前提Ⅰ、Ⅱ、Ⅲのいずれかに合致しないにもかかわらず、原因不明の慢性疲労を訴える場合、特発性慢性疲労（Idiopathic Chronic Fatigue：ICF）と診断して、経過を調べる。
別表1-1. CFS診断に必要な最低限の臨床検査
1. 尿検査
2. 便潜血反応
3. 血液一般検査（WBC、Hb、Ht、RBC、血小板、末梢血液像）
4. CRP、赤沈（またはシアル酸）
5. 血液生化学（TP、蛋白分画、TC、TG、AST、ALT、LD、γ－GT、BUN、Cr、尿酸、血清電解質、血糖）
6. 甲状腺検査(TSH)
7. 心電図
8. 胸部単純X線撮影

別表1-2. 除外すべき主な器質的疾患・病態
1. 臓器不全：（例；肺気腫、肝硬変、心不全、慢性腎不全など）
2. 慢性感染症：（例；AIDS、B型肝炎、C型肝炎など）
3. リウマチ性、および慢性炎症性疾患：（例；SLE、RA、Sjögren症候群、炎症性腸疾患、慢性膵炎など）
4. 主な神経系疾患：（例；多発性硬化症、神経筋疾患、てんかん、あるいは疲労感を惹き起こすような薬剤を持続的に服用する疾患、後遺症をもつ頭部外傷など）
5. 系統的治療を必要とする疾患：（例；臓器・骨髄移植、がん化学療法、脳・胸部・腹部・骨盤への放射線治療など）
6. 主な内分泌・代謝疾患：（例；下垂体機能低下症、副腎不全、甲状腺疾患、糖尿病など）
7. 原発性睡眠障害：睡眠時無呼吸、ナルコレプシーなど
8. 双極性障害、統合失調症、精神病性うつ病、薬物乱用・依存症など

別表1-3. PS（performance status）による疲労・倦怠の程度
0：倦怠感がなく平常の社会生活ができ、制限を受けることなく行動できる
1：通常の社会生活ができ、労働も可能であるが、疲労を感ずるときがしばしばある
2：通常の社会生活はでき、労働も可能であるが、全身倦怠感のため、しばしば休息が必要である
3：全身倦怠感のため、月に数日は社会生活や労働ができず、自宅にて休息が必要である
4：全身倦怠感のため、週に数日は社会生活や労働ができず、自宅にて休息が必要である
5：通常の社会生活や労働は困難である。軽作業は可能であるが、週のうち数日は自宅にて休息が必要である
6：調子のよい日には軽作業は可能であるが、週のうち50%以上は自宅にて休息している
7：身の回りのことはでき、介助も不要であるが、通常の社会生活や軽労働は不可能である
8：身の回りのある程度のことはできるが、しばしば介助がいり、日中の50%以上は就床している
9：身の回りのこともできず、常に介助がいり、終日就床を必要としている

## 日本疲労学会診断指針 2007
以下のように示されている。
6か月以上持続する原因不明の全身倦怠感を訴える患者が、下記の前提I, II, IIIを満たした時、臨床的にCFSが疑われる。確定診断を得るためには、さらに感染・免疫系検査、神経・内分泌・代謝系検査を行うことが望ましいが、現在のところCFSに特異的検査異常はなく、臨床的CFSをもって「慢性疲労症候群」と診断する。
〔前提I〕
病歴、身体診察、臨床検査を精確に行い、慢性疲労をきたす疾患を除外する。ただし、抗アレルギー薬などの長期服用者とBMIが40を超える肥満者に対しては、当該病態が改善し、慢性疲労との因果関係が明確になるまで、CFSの診断を保留し、経過観察する。また、気分障害（双極性障害、※精神病性うつ病を除く）、不安障害、身体表現性障害、線維筋痛症は併存疾患として扱う（※妄想や幻覚を伴ううつ病の場合に、精神病性うつ病と呼ばれる）。
〔前提II〕
〔前提I〕の検索によっても慢性疲労の原因が不明で、以下の4項目を満たす。
1. この全身倦怠感は新しく発症したものであり、急激に始まった
2. 十分休養をとっても回復しない
3. 現在行っている仕事や生活習慣のせいではない
4. 日常の生活活動が発症前に比べて50%以下になっている。あるいは疲労感のため、月に数日は社会生活や仕事ができず休んでいる

〔前提III〕
以下の自覚症状と他覚的所見10項目のうち5項目以上を認める。
1. 労作後疲労感（労作後休んでも24時間以上続く）
2. 筋肉痛
3. 多発性関節痛（腫脹はない）
4. 頭痛
5. 咽頭痛
6. 睡眠障害（不眠、過眠、睡眠相遅延）
7. 思考力・集中力低下
8. 微熱
9. 頚部リンパ節腫脹（明らかに病的腫脹と考えられる場合）
10. 筋力低下（8,9,10の他覚的所見は、医師が少なくとも1か月以上の間隔をおいて 2回認めること）。

今回、CFSに加え、特発性慢性疲労（英: idiopathic chronic fatigue、ICF）という診断名が追加された。上記前提I, II, IIIに合致せず、原因不明の慢性疲労を訴える場合、ICFと診断し、経過観察する。従来の「CFS疑診例」に相当するものだが、ICFは国際的に通用する用語であり、ICFという病態は患者に説明しやすく、診療報酬の観点からも有用と考えられている。

## 厚生省診断基準案
以下のように示されている。
1. 大クライテリア（大基準）
  1. 生活が著しく損なわれるような強い疲労を主症状とし、少なくとも6ヵ月以上の期間持続ないし再発を繰り返す（50%以上の期間認められること）。
  2. 病歴、身体所見、検査所見で別表に挙けられている疾患を除外する。
2. 小クライテリア（小基準）
  1. 症状クライテリア（症状基準）-（以下の症状が6ヵ月以上にわたり持続または繰り返し生ずること）
    1. 徴熱（腋窩温37.2～38.3℃）ないし悪寒
    2. 咽頭痛
    3. 頚部あるいは腋窩リンパ節の腫張
    4. 原因不明の筋力低下
    5. 筋肉痛ないし不快感
    6. 軽い労作後に24時間以上続く全身倦怠感
    7. 頭痛
    8. 腫脹や発赤を伴わない移動性関節痛
    9. 精神神経症状（いずれか1つ以上）: 光過敏、一過性暗点、物忘れ、易刺激性、混乱、思考力低下、集中力低下、抑うつ
    10. 睡眠障害（過眠、不眠）
    11. 発症時、主たる症状が数時間から数日の間に出現

  2. 身体所見クライテリア（身体所見基準） - （少なくとも1ヵ月以上の間隔をおいて2回以上医師が確認）
    1. 微熱
    2. 非浸出性咽頭炎
    3. リンパ節の腫大（頚部、腋窩リンパ節）または圧痛

- CFSと診断する場合 - 大基準2項目に加えて、小基準の「症状基準8項目」以上か、「症状基準6項目+身体基準2項目」以上を満たす
- CFS疑いとする場合 - 大基準2項目に該当するが、小基準で診断基準を満たさない
- 感染後CFS - 上記基準で診断されたCFS（「疑い」は除く）のうち、感染症が確診された後、それに続発して症状が発現した例

但し、以上の基準は初期研究段階において、研究対象にする患者を厳格にふるい分けるために作られたものであり、小クライテリアが多く、また、精神疾患を持っていればCFSから除外という問題のある診断基準であるので、実際の診断にはもっと基準を緩めてもいいのではないかという意見が、一線の研究者からも出ている。

## アメリカCDC診断基準(Fukuda) 1994
以下のように示されている。
1. 医学的に説明がつかない、持続的にあるいは繰り返し起こる疲労感で、6カ月以上持続し、新たにまたは明確に発症したもの。運動が原因ではなく、休養によって軽減されず、仕事や勉強、社会的行動や個人的行動を事実上妨げる疲労感。
2. 下記の症状のうち4つ以上があてはまる場合（疲労感が起こる前ではなく、疲労感に伴って、持続的にあるいは繰り返し認められること）。
  1. 最近の出来事をよく覚えていない。あるいは仕事や勉強、社会的行動や個人的行動に支障が出るほどひどい集中力の低下がみられる
  2. のどの痛み
  3. 首またはわきの下のリンパ節に圧痛がある
  4. 筋肉痛
  5. 2カ所以上の関節に痛みがあるが、腫れや圧痛は認められない
  6. 過去の頭痛とは種類、パターン、程度などが異なる頭痛
  7. 眠っても疲れがとれない
  8. 運動後24時間以上、体調不良が持続する